# 오노하라 가즈야
오노하라 가즈야(일본어: 小野原 和哉, 1996년 4월 19일~)는 일본의 축구 선수이다.

## 구단 경력
그는 2019년 J2리그의 레노파 야마구치 FC에 입단했다. 2020년부터 2021년까지 UD Oliveirense에서 뛰었다. 2022년 J2리그의 츠바이겐 가나자와로 이적했다. 2023년까지 65경기에 출전하여, 2득점을 넣었다. 2024년 블라우블리츠 아키타로 이적했다.